# 立陶宛觀光

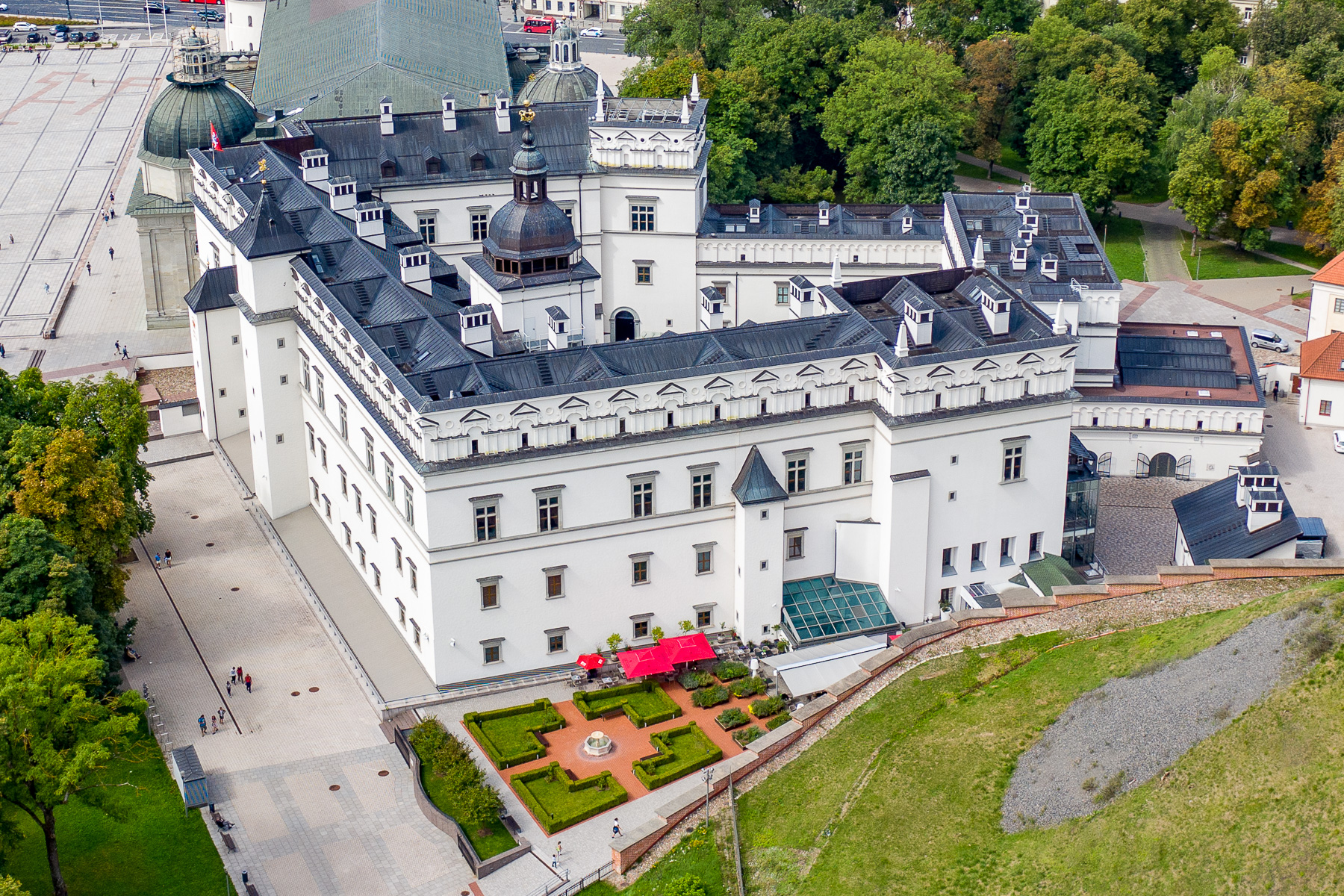
立陶宛大公宮

立陶宛現在外國遊客數不斷增加。2006年上半年，立陶宛的外國遊客數（不含歐盟和EFTA成員國）和2005年相比增加了11.1%，到達985,700人。立陶宛的大多數外國遊客來自俄羅斯、德國、波蘭、拉脫維亞、白俄羅斯、英國、愛沙尼亞和芬蘭。2013年，立陶宛的外國遊客數到達220萬人，其中有120萬人在立陶宛住宿  ，和2012年相比增加了10.5%。立陶宛主要的觀光地包括首都維爾紐斯、考納斯等地。立陶宛現在有三處世界遺產，是克爾納韋、維爾紐斯舊城和庫爾斯沙嘴。

## 旅游排名
立陶宛在2017的全球旅游业中名列第二名“旅游排名”。 